# Kataja
Kataja – niezamieszkana wyspa na Morzu Bałtyckim. Wyspa rozdzielona jest szwedzko-fińską granicą państwową. Powierzchnia wyspy wynosi 0,71 km², ma około 2 km długości i 200–500 m szerokości.
Granica została ustanowiona w 1809 roku i przebiegała pomiędzy dwiema wcześniej istniejącymi wyspami (szwedzką o nazwie Kataja położoną bardziej na zachód i fińską Inakari), które jednak w wyniku ruchów izostatycznych stały się jedną wyspą.